# Олджате Комаско
Олджа̀те Кома̀ско (на италиански: Olgiate Comasco; на ломбардски: Ulgiàa, Улджаа) е град и община в Северна Италия, провинция Комо, регион Ломбардия. Разположен е на 400 m надморска височина. Населението на общината е 11 651 души (към 2017 г.).